# Cryptops australis
Cryptops australis är en mångfotingart som beskrevs av Newport 1845. Cryptops australis ingår i släktet Cryptops och familjen Cryptopidae.
Artens utbredningsområde är:
- Lesotho.
- Nya Kaledonien.
- Tanzania.
- Vanuatu.

## Underarter
Arten delas in i följande underarter:
- C. a. africana
- C. a. australis